# 史波勒定律
史波勒定律可以預測太陽黑子在太陽週期中的緯度變化。這個定律大約在1861年被英國天文學家理查德·卡靈頓發現，然後獲得德國天文學家古斯塔夫·史波勒的確認。
在太陽黑子週期開始時，太陽黑子傾向於出現在太陽表面30°至45°的緯度上。隨著週期的進展，黑子出現的緯度越來越低。當平均位置在15°時，太陽黑子達到極大期。太陽黑子的平均緯度仍會繼續降低，當週期要結束時老週期的黑子大約出現在7°，而新週期的太陽黑子開始在高緯度出現。
|                                                                            |
| 配對的蝴蝶圖顯示出史波勒定律的行為，縱軸為太陽黑子所在的緯度，橫軸為時間。 |